# Шилоу
Шило́у (кит. упр. 石楼, пиньинь Shílóu) — уезд городского округа Люйлян провинции Шаньси (КНР). Название уезд означает «каменный терем», и связано с тем, что на территории уезда находится гора Тунтяньшань, напоминающая по виду сложенный из камней терем.

## История
При империи Хань здесь существовал уезд Туцзюнь (土军县).
При империи Северная Вэй в 448 году был создан уезд Линси (岭西县). В 497 году он был переименован в Туцзин (吐京县). При империи Суй в 598 году уезд Туцзин был переименован в Шилоу.
При империи Тан в 619 году была создана область Сидэ (西德州), в которую помимо уезда Шилоу вошли выделенные из него уезды Линьхэ (临河县) и Чаншоу (长寿县), однако в 627 году область Сидэ была расформирована, а уезды Линьхэ и Чаншоу были вновь присоединены к уезду Шилоу.
В 1949 году был создан Специальный район Фэньян (汾阳专区), и уезд вошёл в его состав. В 1951 году Специальный район Фэньян был расформирован, и уезд вошёл в состав Специального района Линьфэнь (临汾专区). В 1954 году Специальный район Линьфэнь был объединён со Специальным районом Юньчэн (运城专区) в Специальный район Цзиньнань (晋南专区). В 1958 году уезды Сисянь и Данин были объединены в уезд Синин (隰宁县); затем он был объединён с уездами Юнхэ, Пусянь и Шилоу в уезд Люйлян (吕梁县). В 1960 году уезд Шилоу был выделен вновь, оказавшись в составе Специального района Цзиньнань.
В 1971 году был образован Округ Люйлян (吕梁地区), и уезд перешёл в его состав.
Постановлением Госсовета КНР от 23 октября 2003 года с 2004 года округ Люйлян был расформирован, а вместо него образован городской округ Люйлян.

## Административное деление
Уезд делится на 4 посёлка и 5 волостей.